# Эрсилья
Эрсилья (исп. Ercilla) — посёлок в Чили. Административный центр одноимённой коммуны. Население — 2065 человек (2002). Посёлок и коммуна входят в состав провинции Мальеко и области Араукания.
Территория коммуны — 499,7 км². Численность населения — 9196 жителей (2007). Плотность населения — 18,4 чел./км².

## Расположение
Посёлок расположен в 76 км на северо-восток от административного центра области города Темуко и в 42 км на юго-восток от административного центра провинции города Анголь.
Коммуна граничит:
- на северо-востоке — c коммуной Кольипульи
- на юге — c коммуной Виктория
- на юго-западе — c коммуной Трайгуен
- на западе — c коммуной Лос-Саусес
- на северо-западе — c коммуной Анголь

## Демография
Согласно сведениям, собранным в ходе переписи Национальным институтом статистики, население коммуны составляет 9196 человек, из которых 4703 мужчины и 4493 женщины.
Население коммуны составляет 0,98 % от общей численности населения области Араукания. 71,87 % относятся к сельскому населению и 28,13 % — к городскому населению.

### Важнейшие населённые пункты коммуны
- Эрсилья  (посёлок) — 2065 жителей
- Пайлауэке (посёлок) — 1173 жителя